# Historische Kommission für Westfalen
Historische Kommission für Westfalen är en vetenskaplig kommission kopplad till Landschaftsverband Westfalen-Lippe. Den är en av sex dylika tillsammans med Literaturkommission für Westfalen, Altertumskommission für Westfalen, Geographische Kommission für Westfalen, Kommission für Mundart- und Namenforschung Westfalens och Volkskundliche Kommission für Westfalen.
Kommissionen grundades 1896 av Verein für Geschichte und Altertumskunde Westfalens. Den övertog det vetenskapliga arbetet, däribland utgivarskapet av Westfälisches Urkundenbuch. År 1914 blev kommissionen en självständig juridisk person. År 1921 anslöt den av ekonomiska skäl till Provinzialverband der Provinz Westfalen, en föregångare till Landschaftsverband Westfalen-Lippe.

## Föreståndare
- 1896–1899 Heinrich Finke
- 1899–1908 Friedrich Philippi
- 1908–1913 Georg Erler
- 1914–1925 Aloys Meister
- 1925–1929 Karl Spannagel
- 1929–1933 Hermann Wätjen
- 1933–1941 Anton Eitel
- 1943–1946 Kurt von Raumer
- 1946–1962 Georg Schreiber
- 1962–1963 Albert K. Hömberg
- 1963–1970 Johannes Bauermann
- 1970–1986 Wilhelm Kohl
- 1986–1990 Franz-Josef Schmale
- 1990–2003 Peter Johanek
- 2003– Wilfried Reininghaus